# NLAW

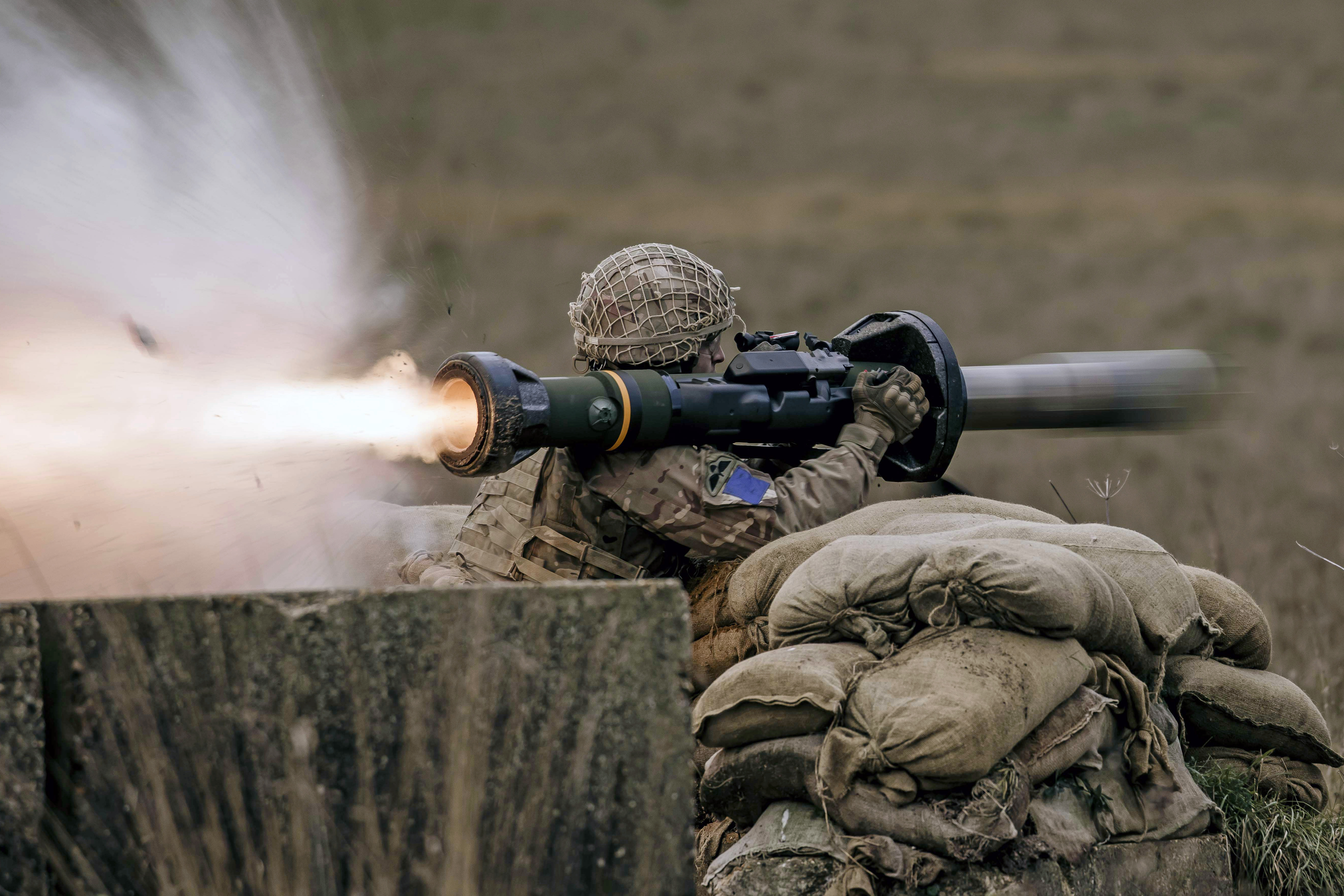
Um paraquedista britânico disparando seu NLAW.

O Next generation Light Anti-tank Weapon (NLAW; ou "Arma leve antitanque de próxima geração" em português), também conhecido como MBT LAW no Reino Unido e RB 57 na Suécia, é um sistema de lançamento de  mísseis antitanque portátil leve disparado do ombro, desenhado para uso da infantaria, sendo descartável após o primeiro uso (fire-and-forget). Foi desenvolvido pela empresa sueca Saab Bofors Dynamics e é produzida, principalmente, pela Thales Air Defence. Uma arma extremamente versátil, foi desenhado para combater veículos blindados, disparando um míssil teleguiado. O utilizador mira no alvo, dispara o projétil e então descarta a unidade, com o míssil seguindo para o alvo sozinho, normalmente acertando a parte superior, e menos protegida, do veículo inimigo.
O NLAW ganhou notoriedade quando começou a ser utilizado em larga escala pelo exército ucraniano durante a Invasão da Ucrânia pela Rússia em 2022, onde foi usado com muita eficiência.